# L'Intégrale (Chantal Goya)
 (juillet 2019).
Pour les articles homonymes, voir L'Intégrale.
Albums de Chantal Goya
Les Tables de multiplication
(2012) La planète merveilleuse
(2013)
L'Intégrale est un coffret en édition limitée de rééditions CD des albums de Chantal Goya paru le 3 novembre 2013 chez Sterne et contenant 285 titres. 
Cette intégrale contient 18 albums originaux (de 1977 à 2006), des bonus et un album espagnol La Muñeca (La Poupée), un album live Dans la forêt magique et un album Collector, uniquement disponible dans ce coffret.

## Liste des albums
- Disque 1 : Voulez-vous danser grand-mère ?
- Disque 2 : La Poupée
- Disque 3 : Bécassine
- Disque 4 : C'est Guignol !

- Disque 5 : Comme Tintin
- Disque 6 : Monsieur le Chat botté

- Disque 7 : Mon Pinocchio - Babar

- Disque 8 : Snoopy - Pandi Panda

- Disque 9 : Félix le chat - L'Alphabet en chantant
- Disque 10 : Bravo Popeye - Dou ni dou ni day

- Disque 11 : Le monde tourne à l'envers
- Disque 12 : Isabelle, c'est la fille de Babar
- Disque 13 : L'Étrange Histoire du château hanté

- Disque 14 : Rythme et Couleur
- Disque 15 : La poussière est une sorcière
- Disque 16 : Le Grenier aux trésors

- Disque 17 : Absolument Goya (Remix)

- Disque 18 : Au pays des étoiles
- Disque 19 : La Muñeca

- Disque 20 : Dans la forêt magique
- Disque 21 : Collector

## Crédits
- Paroles : Jean-Jacques Debout et Roger Dumas
- Musique : Jean-Jacques Debout
- Voix : Chantal Goya et les petits chanteurs d'Aix-en-Provence
- Production : Jean-Jacques Debout